# モンゴルの西遼征服

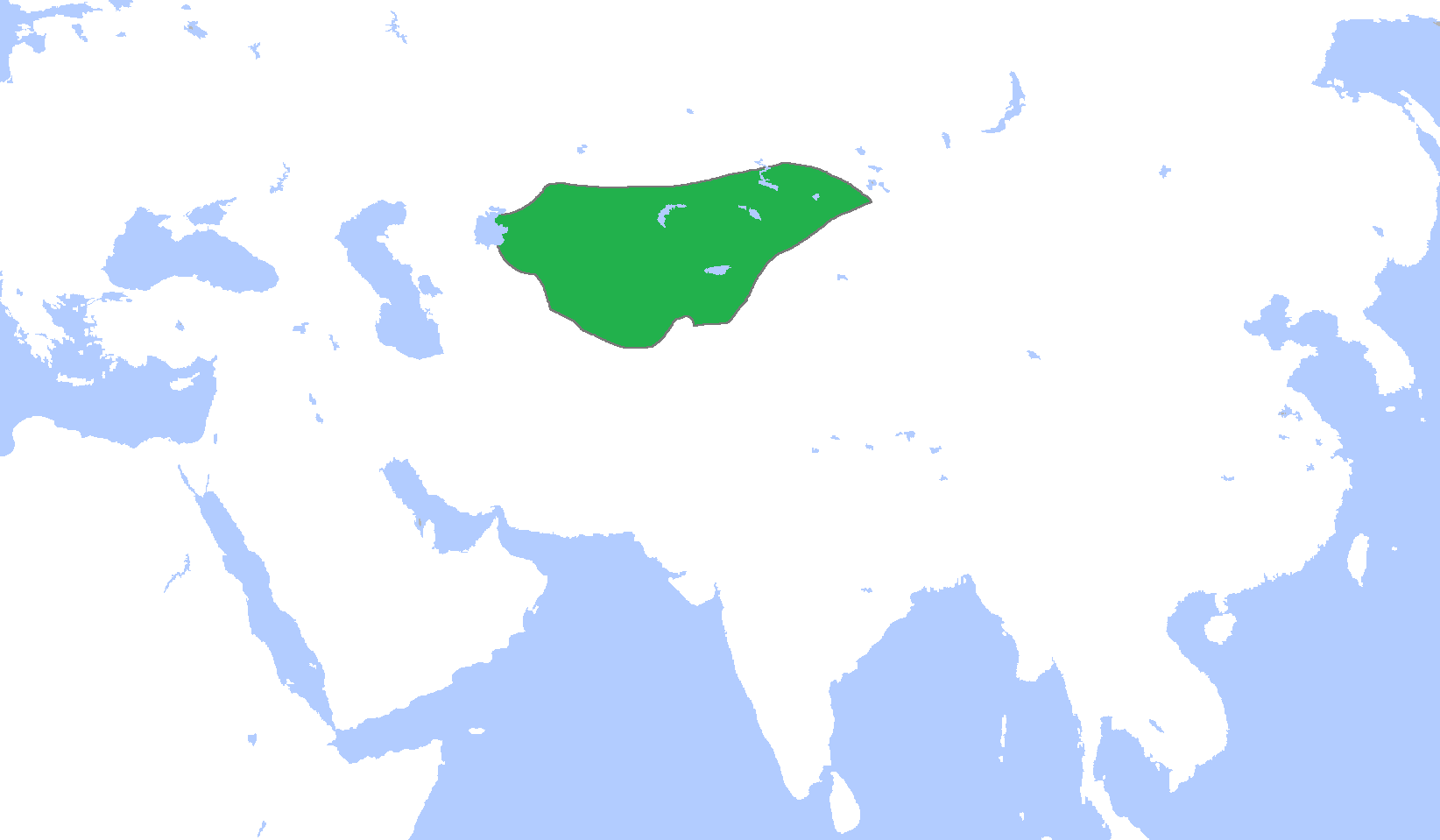
1200年当時の西遼の支配領域

この項目では、1218年に行われたモンゴル帝国による西遼（カラ・キタイ）の征服について記述する。
モンゴルの征服が始まる前、西遼は隣国ホラズム・シャー朝との抗争とナイマン部族の王子クチュルクの簒奪によって衰退していた。クチュルクがモンゴル帝国に従属を誓っていたカルルクの都市アルマリクを攻撃した後、西遼はモンゴルの攻撃の目標にされる。1218年にチンギス・カンは将軍ジェベにクチュルクの追討を命じ、ジェベは西遼の首都ベラサグンで30,000の西遼軍を撃破する。ベラサグンでの戦闘の後、クチュルクの統治に不満を抱く人間が反乱を起こし、1218年にクチュルクは逃亡先のアフガニスタンで猟師に殺害された。西遼の征服を達成してまもなく、1219年にモンゴル帝国は国境を接するホラズム・シャー朝への攻撃を開始する。

## 背景
1204年にチンギス・カンがナイマン部族を征服した後、1208年にナイマンの族長タヤン・カンの子であるクチュルクは西遼に亡命する。西遼の皇帝（グルカン）耶律直魯古はクチュルクを厚遇し、クチュルクは将軍の地位と耶律直魯古の娘を与えられた。
当時の西遼はホラズム・シャー朝と争っており、1210年にクチュルクはナイマンの部衆を集め、ホラズム・シャー朝と同盟を結んで耶律直魯古に反乱を起こす。西遼軍の一部はサマルカンドを支配する西カラハン朝の反乱の鎮圧にあたっていたが耶律直魯古に呼び戻され、退却しなければならなかった。クチュルクはウーズガンドに置かれていた西遼の宝物庫を襲撃するが、耶律直魯古が率いていた少数の軍隊に敗北する。一方、ホラズム・シャー朝のスルターン・アラーウッディーン・ムハンマドは西カラハン朝の軍と共に西遼の領土に進軍する。ムハンマドはタラス近郊で西遼軍を破り、マー・ワラー・アンナフル地方の支配権を掌握する。一度はクチュルクを破った耶律直魯古は、1211年に狩猟中にクチュルクの待ち伏せにあって捕らえられる。耶律直魯古は名目上の君主として帝位についていたが、実権はクチュルクが握っていた。1213年に耶律直魯古が没した後、クチュルクは西遼の直接支配に乗り出す。クチュルクには西遼の帝位を簒奪する意図があったと考えられており、多くの歴史家は耶律直魯古の死を西遼の滅亡と見なしている。
西遼の契丹人は多数を占める被征服者の信仰に寛大であり、領民から支持を得て勢力を拡大した。クチュルクは元々はネストリウス派キリスト教を信仰していたが、西遼に亡命した後に仏教徒に改宗し、西遼の人口の多数を占めるイスラム教徒の迫害を開始した。西遼での地位を確立したクチュルクはモンゴルに対抗するべく天山ウイグル王国への進出を開始し、メルキト部族、キルギス人、トゥメト部族から兵力の提供を受けようと試みる。服従を拒むカシュガルに対しては2-3年にわたる略奪を行い、ホータンと同様に力ずくで支配を受け入れさせた。クチュルクはモンゴルに臣従を誓うカルルクの指導者オザルを殺害し、オザルが治めていたアルマリクを包囲するが、アルマリクはチンギス・カンに援軍を求める。

## モンゴル軍の侵攻
チンギス・カンはホラズム・シャー朝に西遼への非協力を要請した後、1218年に将軍ジェベが率いる20,000の軍隊を西遼に派遣した。ジェベはアルマリクを包囲から解放した後、ベラサグンの包囲に向かった。ベラサグンにおいてジェベは30,000の西遼軍を破り、敗れたクチュルクはカシュガルに逃亡する。カシュガルに進軍したジェベは信仰の自由を約束し、これを知ったカシュガルの住民は市内のクチュルクの兵士を殺害した。ジェベはなおも逃走するクチュルクを追ってパミール山脈を越え、バダフシャーン地方に進入する。イルハン朝の歴史家アラーウッディーン・アターマリク・ジュヴァイニーはクチュルクの最期について、現地の猟師たちに捕らえられてモンゴル軍に引き渡され、ただちに斬首されたと伝えている。モンゴル軍はクチュルクの首を掲げて支配下に置かれていた都市を訪れ、それぞれの都市で歓迎された。

## 戦後
ジェベはチンギス・カンと敵対していた時期に彼の乗馬を射殺した過去があり、遠征を終えた後にかつて射殺した馬と同じ特徴を持つものを1,000頭チンギス・カンに献上したと伝えられている。クチュルクの死後、モンゴルはカシュガル、ヤルカンド、バルハシ湖周辺に住むカンクリ部族を支配下に収める。西遼の王族バラク・ハージブはイラン東部のケルマーンで独立した政権を立ててモンゴルの支配下で存続するが（ケルマーン・カラヒタイ朝）、イルハン朝のオルジェイトゥの治世にケルマーン・カラヒタイ朝は消滅する。
西遼の征服によってモンゴルはホラズム・シャー朝と直接接する中央アジアにおける橋頭堡を得る。モンゴルとホラズム・シャー朝の関係は急速に悪化し、ホラズム・シャー朝への遠征が実施される。

## 翻訳元記事参考文献
- Beckwith, Christopher I. (2009). Empires of the Silk Road: A History of Central Eurasia from the Bronze Age to the Present. Princeton, New Jersey: Princeton University Press. ISBN 1400829941
- Biran, Michal (2005). The Empire of the Qara Khitai in Eurasian History: Between China and the Islamic World. Cambridge: Cambridge University Press. ISBN 0521842263
- Docherty, Paddy (2008). The Khyber Pass: A History of Empire and Invasion. New York City: Union Square Press. ISBN 1402756968
- Golden, Peter (2011). Central Asia in World History. New York City: Oxford University Press, United States. ISBN 0195338197
- Howorth, Henry Hoyle (1876). History of the Mongols: From the 9th to the 19th Century. Harlow: Longman
- Juvayni, Ata-Malik. The History of The World Conqueror
- Morgan, David (2007). The Mongols (2nd ed.). Hoboken, New Jersey: Blackwell Publishing. ISBN 1405135395
- Soucek, Svatopluk (2000). A History of Inner Asia. Cambridge: Cambridge University Press. ISBN 0521657040
- Turnbull, Stephen (2003). Genghis Khan & the Mongol Conquests 1190-1400. Oxford: Osprey Publishing. ISBN 1841765236